# Сорочиця велика
Сорочиця велика (Gymnorhina tibicen або Cracticus tibicen), також австралійська сорока (англ. Australian magpie), ворона-свистун — середній за розмірами чорно-білий птах родини ланграйнових, підряду співочих птахів, ряду горобцеподібних, розповсюджений в Австралії та на крайньому півдні острова Нової Гвінеї. Раніше сорочиці великі поділялися на три окремі види, тепер вони вважаються одним видом, що має 9 підвидів. Птах володіє широким спектром вокалізації. Сорочиця велика, незважаючи на зовнішню схожість, не є близькою родичкою ні сорокам, ні воронам, які належать до родини воронових.
У виданні «Атласу австралійських птахів», у 2002 році сорочиця велика була відмічена, як найпоширеніший вид птахів в Австралії з популяцією 105 617 особин.. Однак станом на 2019 рік, згідно з дослідженнями BirdLife Australia, що базуються на спостереженнях волонтерів, кількість сорочиць великих збільшилось до 154 474, проте за загальною кількістю особин цей вид перемістився на 3 місце.
Доросла сорочиця велика є досить міцним птахом розміром від 37 до 43 сантиметрів з характерним чорно-білим оперенням, має золотисто-карі очі та кремезний клиноподібний синювато-білий дзьоб. У самців та самиць майже однаковий зовнішній вигляд, але їх можна розрізнити за дещо різним кольором потилиці. У самця потилиця чисто біла, а у самиць із сірим відтінком. сорочиця має досить довгі ноги, багато часу проводить на землі, де переміщається кроком, рідше підтюпцем або стрибками. Птах є всеїдним, його основний харчовий раціон складають безхребетні. Він, як правило, веде осілий спосіб життя, не покидаючи меж своєї обжитої території. Птах добре пристосувався до житла поряд із людиною і став звичним мешканцем парків, садів та присадибних ділянок в Австралії. Сорочиця велика загалом добре ладить з людьми, але у період виведення потомства ці птахи, особливо самці, інколи стають агресивними та можуть нападати на людей, охороняючи гнізда та пташенят.
Понад 1000 сорочиць великих було інтродуковано до Нової Зеландії з 1864 по 1874 рік, але згодом їх звинувачено у витісненні місцевих птахів і тепер їх розглядають як шкідників. Сорочиці великі також були завезені на Соломонові Острови та Фіджі, де не вважаються інвазійним видом.
Сорочиця велика — маскот (талісман) багатьох австралійських спортивних команд, зокрема одного з найпопулярніших у країні клубів австралійського футболу — «Коллінгвуду», культового у середовищі боґанів. Також неформально використовується іншим клубом Австралійської футбольної ліги — «Порт-Аделаїдою». Сорочиця є символом клубу Національної регбійної ліги — «Вестерн Сабербз».

## Таксономія та назви птаха
Сорочицю велику вперше описав англійський орнітолог Джон Летем у 1801 році як Coracias tibicen, польові дослідження проводились у регіоні Порт-Джексон. Наукова назва виду Tibicen перекладається з латини, як флейтист або дудар, через характерний мелодійний спів птаха. У 1840 році англійський зоолог Джордж Роберт Грей включив сорочицю велику в окремий монотипний рід Gymnorhina. Назва роду походить від словосполучення давньогрецького gumnos, що означає голий та rhinos — ніздрі.

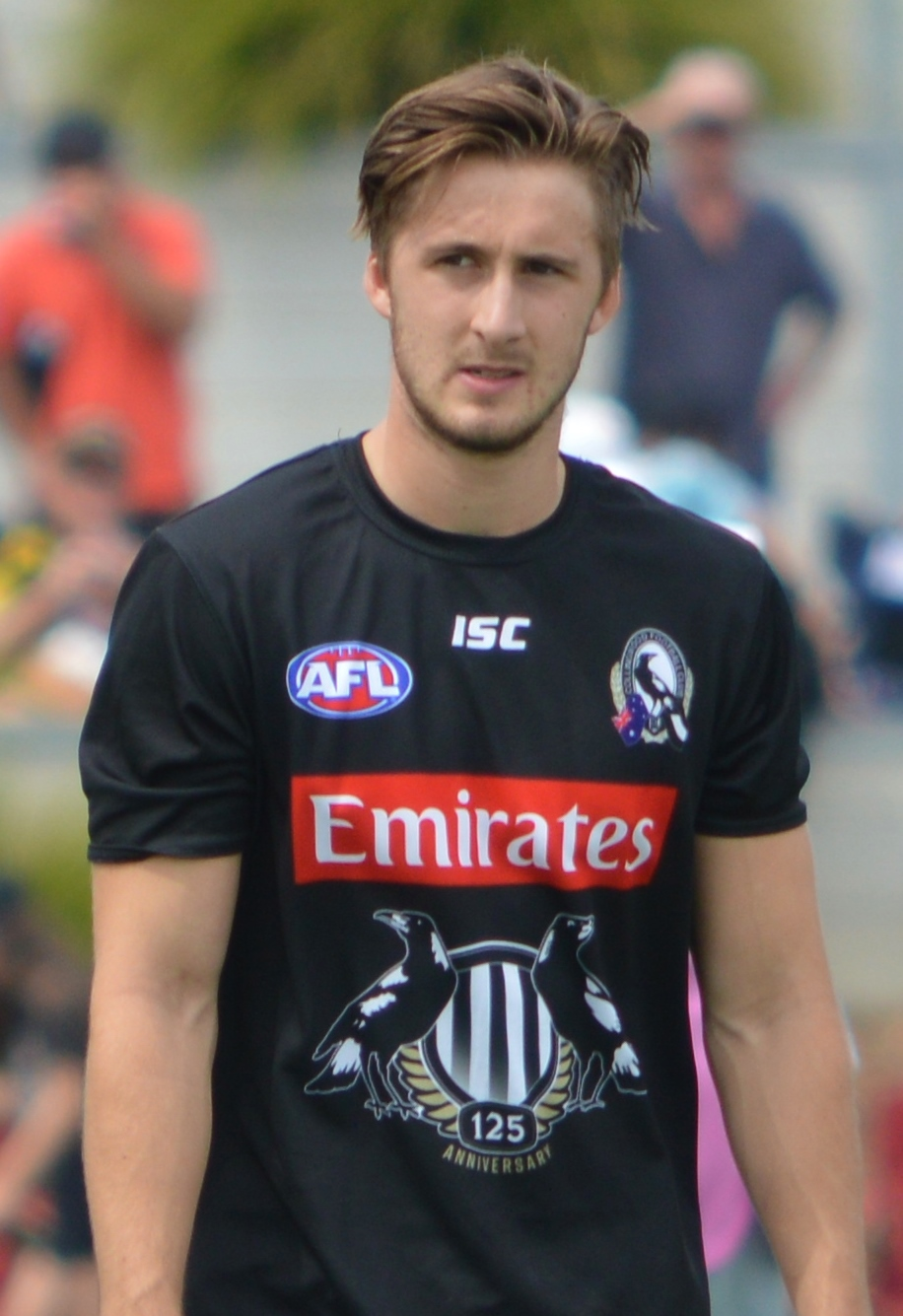
Гравець Коллінгвуду Том Філліпс у тренувальній футболці клуба з сорочицями

Проте деякі інші авторитетні вчені, такі як Глен Сторр у 1952 році, Леслі Христідіс та Волтер Болз у своєму довіднику 2008 року, відносять сорочицю велику до роду Cracticus (Сорочиця), разом з іншими спорідненими птахами, стверджуючи, що адаптація сорочиці великої до наземного життя є недостатньою умовою, щоб вважати її окремим родом. Такої ж біологічної номенклатури птаха дотримується й український орнітолог Геннадій Фесенко.
Сорочиця велика роду Gymnorhina споріднена із так званими птахами-м'ясниками (англ. Butcherbird), що належать до родів Сорочиця (Cracticus) та Melloria, а також із птахами роду Куравонг (Strepera). Всі ці роди разом утворюють підродину Сорочицеві (Cracticinae), запропоновану в 1914 році австралійським орнітологом Джоном Альбертом Лічем, після вивчення ним будови м'язів цих птахів. У 1985 році американські орнітологи Чарльз Сіблі та Джон Алквіст виявили тісний зв'язок між родом Ланграйн та підродиною Сорочицеві (Cracticinae), що дало змогу включити цих птахів до однієї клади Cracticini, родини Ланграйнові. Ці висновки підтверджують молекулярно-генетичні дослідження, опубліковані у 2013 році, які показали, що сорочиця велика є сестринським таксоном сорочиці чорної (Melloria quoyi). Обидва види виділилися зі спільної клади приблизно між 8,3 та 4,2 мільйонами років тому, у період від пізнього міоцену до раннього пліоцену. Самі ж ці два види розійшлися десь у проміжку 5,8 — 3,0 мільйонів років тому під час пліоцену.
Незважаючи на англомовну назву птаха (англ. Australian magpie) австралійська сорока, він не є близькими родичем євразійської сороки, яка належить до родини воронових, хоча обидва птахи є об'єднані у надродині Corvoidea, парворяду Corvida, підряду співочих птахів.

### Україномовні назви та біологічна номенклатура
Український орнітолог Геннадій Фесенко у своїй фундаментальній праці «Вітчизняна номенклатура птахів світу», дає україномовну назву птаху Сорочиця велика (лат. Cracticus tibicen), та відносить його до роду Сорочиця (Cracticus), родини Сорочицеві (Cracticidae), хоча у дужках надає альтернативну назву птаха латиною Gymnorhina tibicen.
У цій праці, крім власне сорочиці великої, до роду сорочиця (Cracticus) віднесені так звані птахи-м'ясники (англ. Butcherbird), які усі мають однакову українську біологічну назву — сорочиця, що відповідає назві роду, з подальшим уточненням виду прикметником: новогвінейська, тагуланська, чорноспинна, чоновола, чорна, сіроспинна. Причому рід сорочиця (Cracticus) разом з родами: куравонг (Strepera) та біловух (Peltops) утворюють окрему родину сорочицевих (Cracticinae), а не входять у родину Ланграйнові (Artamidae) на правах підродини. Такої ж класифікації дотримуються й деякі інші авторитетні орнітологи, такі як Глен Сторр, Леслі Христідіс та Волтер Болз.
Біологічна назва птаха не є широкорозповсюджена в українській мові, натомість часто використовується дослівний переклад з англійської — австралійська сорока (англ. Australian magpie) або калька з російської мови — ворона-свистун, навіть у навчальних посібниках для студентів та електронних енциклопедіях. Щобільше, у журналістиці часто вживається просто назва сорока.
Українсько-австралійського письменник Пилип Вакуленко присвятив цим птахам оповідання «Мої австралійські сороки», а також згадує птаха під назвою австралійська сорока у своїй казці «Весела кукабара».

### Англомовні назви
Англомовна назва птаха (англ. Australian magpie) австралійська сорока або просто сорока походить, через подібність його забарвлення до євразійської сороки. Це було звичайною практикою для перших британських переселенців в Австралії називати рослини та тварин за європейськими аналогами.
Ще до офіційного опису цього виду, у просторіччі птаха іноді називали писклявий лісоруб (англ. piping poller), такий підпис, можна знайти на картині Томаса Вотлінга, одного із представників творчої спілки Художник Порт-Джексона, десь між 1788 і 1792 роками. Були зафіксовані також інші вживані назви птаха: писклява ворона-сорокопуд (piping crow-shrike), дудар (piper), меґґі (maggie, зменшувальна форма від magpie), птах-флейта (flute-bird) та птах-орган (organ-bird). Назва сорока-дзвоник (bell-magpie) запропонована, щоб допомогти відрізнити птаха від європейської сороки, але ця назва не набула широкого вживання.

### Аборигенні назви
Зафіксовано, що аборигени племен Юра та Даруга, що проживали в районі Сіднейського басейну, називали птаха тарра-вон-нанг (tarra-won-nang), джарравунанг (djarrawunang), вібунг (wibung), та марріянг (marriyang). Плем'я Вірайдурай називало птаха іменами буругонг (booroogong) і гаругонг (garoogong), а плем'я Джардваджалі, що знаходилося у Вікторії — каррак (carrak). Представники племені Гамілараай вживали назву — буругугаабу (burrugaabu), галалу (galalu), та гулуу (guluu). Птах був відомий як варндурла (warndurla) серед людей племені Їнджібарнді у центральній та західній Пілбарі.

## Опис

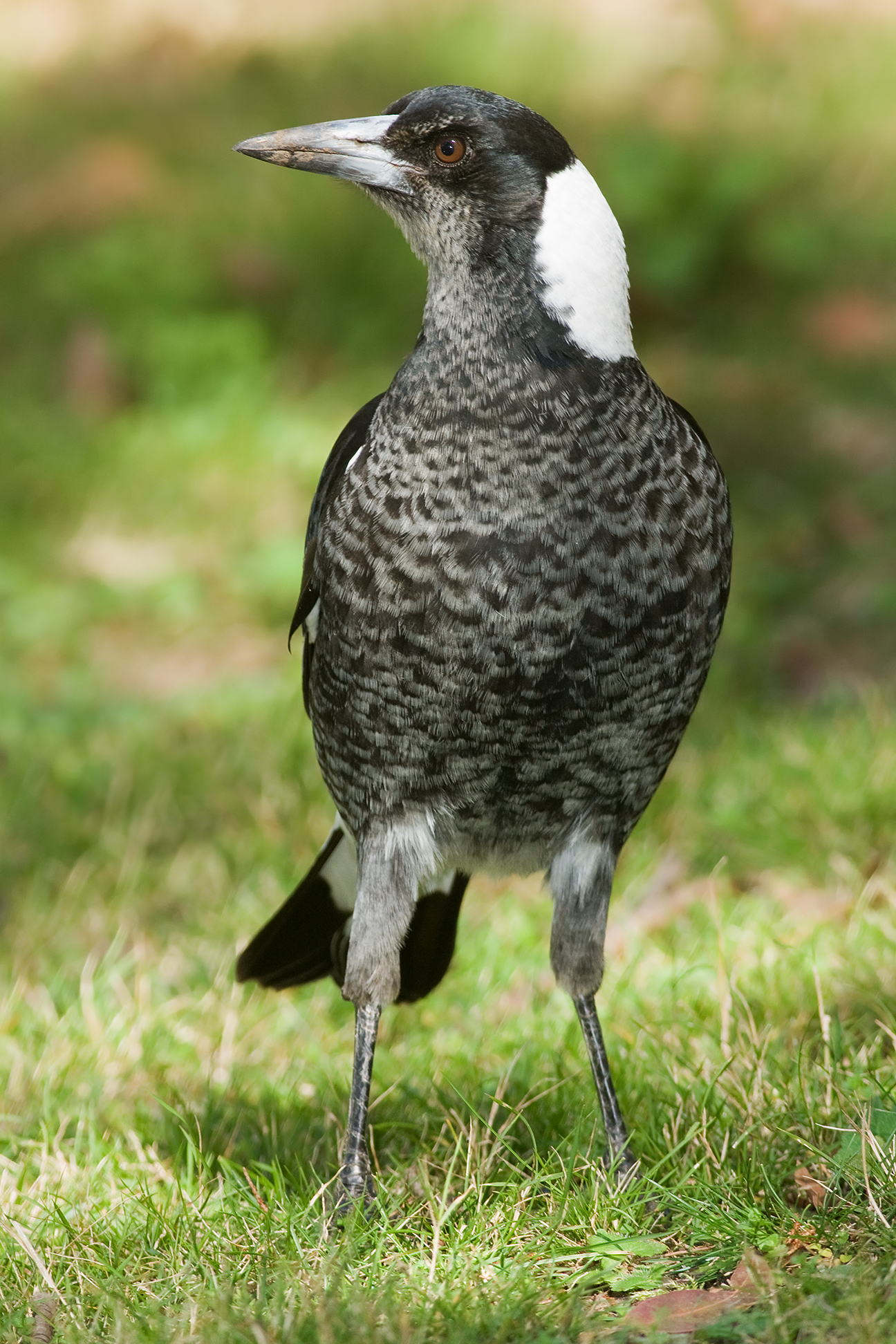
Молода сорочиця велика, з іще не до кінця сформованим забарвленням оперення, Канберра

Заувага: Опис зроблено на основі номінативного підвиду чорно-спинної сорочиці великої G. tibicen tibicen. Опис інших підвидів може відрізнятися.
Вага більшості дорослих сорочиць великих знаходиться у межах 220—350 грам, розмір 37-43 сантиметрів, розмах крил 65-85 см. Птах має міцний клиноподібний блакитно-білий дзьоб, із чорною окрайкою, який легенько закарлючений на кінці. Чорні ноги доволі довгі й дужі, причому, стегна короткі по відношенню гомілок. Оперення чорно-біле, однорідне, блискуче. Обидві статі всіх підвидів мають чорні голови, крила, нижню частину тулубу та білі плечі. Хвіст має чорну смужку на кінці. Потилиця біла у самців та світло-сірувата у самиць. Дорослі сорочиці великі мають тьмяні золотисто-карі очі, на відміну від жовтих очей у птахів виду карравонг (strepera) (англ. currawong) та білооких австралійських круків та ворони.
Сорочиці великі зазвичай живуть приблизно до 25 років, хоча є зареєстровані випадки життя сорочиць до віку 30 років. Вік здатності до статевого розмноження у цих птахів варіює залежно від місця проживання, але у середньому настає у віці від трьох до п'яти років.
Оперення молодняку має відтінки сірого і коричневого посеред чорного та білого загального фону. Дворічні та трирічні птахи обох статей дуже схожі один на одного, та їх важко відрізнити від дорослих самиць. Приблизно до двох років незрілі птахи мають темно-коричневі очі.
Добре відому й легко пізнавану сорочицю велику навряд чи сплутаєш з іншими видами птахів. Сорочиця чорновола (Cracticus nigrogularis) має подібну будову тіла та схоже оперення, але в неї, на відміну від сорочиці великої, нижня частина тулуба білого кольору, а не чорного. Скунда австралійська (Grallina cyanoleuca) набагато менша й тендітніша, зі складнішим і дуже різноманітно облямованим чорно-білим оперенням. Птахи карравонг мають переважно темне оперення і масивніший дзьоб.

### Вокалізація

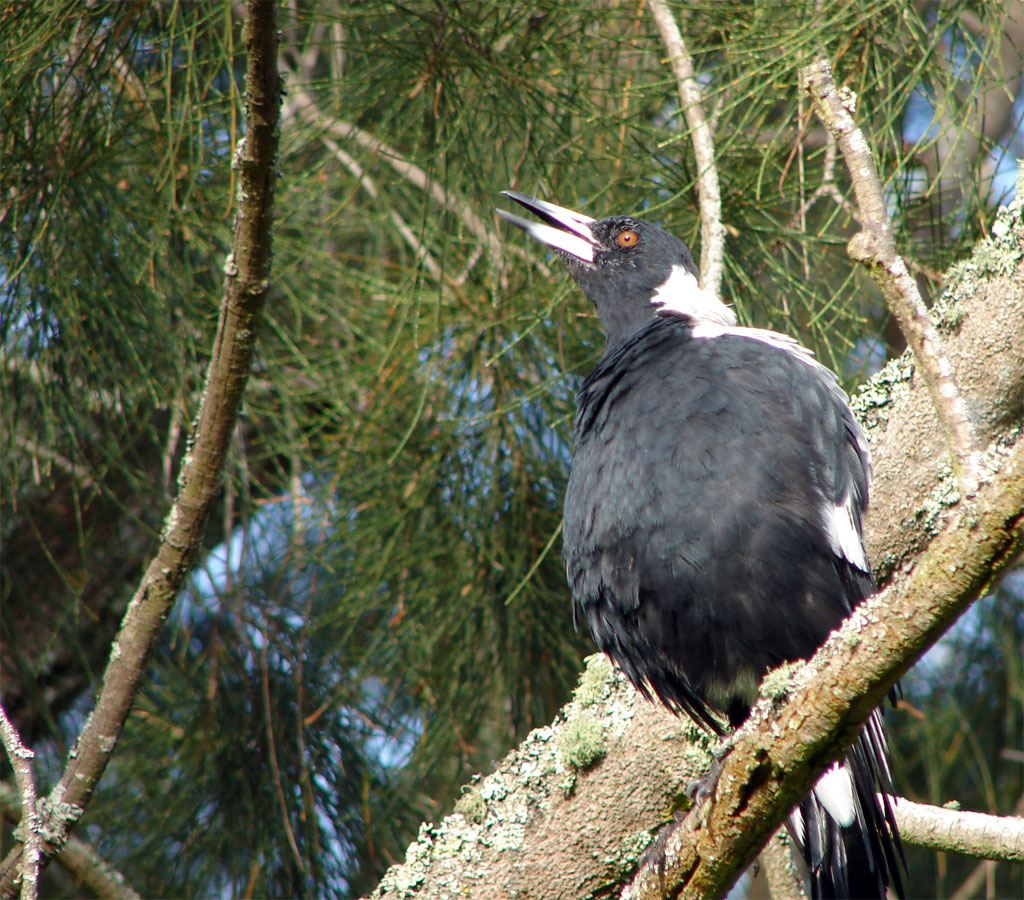
Сорочиця співає

Це один із найвідоміших i шанованих співочих птахів Австралії, що виконує складні музичні трелі. Висота звуку може варіюватися у діапазоні чотирьох октав. Сорочиця велика може відтворювати багато різноманітних звуків, багато з яких є складними. Крім власних мелодій сорочиця може імітувати спів більш ніж 35 видів місцевих та інтродукованих видів птахів, а також собак і коней. Навіть зафіксовано випадки імітації сорочицями людської мови, коли вони живуть у безпосередній близькості до людей.
Коли птах співає на одинці, він звичайно виконує складні мелодійні трелі тихо у діапазоні 2-4 кГц, які не поширюються на великі відстані. Зафіксовані випадки тривалості трелі сорочиці до 70 хвилин. Соло виконання відбуваються частіше після закінчення сезону розмноження. Спів пари сорочиць великих, часто дуже гучний, має назву «колядування (англ. carolling)», мета цього співу — позначити межі своєї території. Один птах розпочинає спів із трелі, а другий (а іноді й більше) підхоплюють, починаючи колядування на частоті між 6 і 8 кГц. Звичайно колективний спів складається із 4-5 елементів розділених нерозбірливим нечітким шумом. Під час співу птахи знаходяться у певній позі — нахиляють голову назад, розширюють груди та відкидають крила назад. Група сорочиць великих співає короткий повторюваний варіант колядування перед самим світанком, так звану «світанкову пісню», а перед заходом сонця «сутінкову пісню» взимку і навесні.
Малолітні й молоді сорочиці, як правило, відтворюють серію коротких і гучних звуків на рівні 80 дБ, високої частоти — 8 кГц, звертаючись до своїх батьків із так званим «благаючим кликанням». Сорочиці великі можуть клацати дзьобом, щоб попередити інші види птахів. Для цього вони використовують кілька сигналів тривоги високої частоти — 8-10 кГц, або подають сигнал «збору» при вторгненні хижаків чи виникненні будь-якої іншої загрози. Особливі сигнали зафіксовано при появі орлів та варанів.
У вірші новозеландського поета Дениса Гловера «Сороки», спів дорослої сорочиці описуються як: «кводл, удл, адл, вадл, дудл (англ. quardle oodle ardle wardle doodle)», у решті ця фраза стала однією із найвідоміших цитат новозеландської поезії. Інша інтерпретація співу сорочиці — «водл, ґіґл, ґаґл, педл, пудл (англ. waddle giggle gargle paddle poodle)» зустрічається у дитячій книжці «Водл Ґіґл Ґаґл» Памели Аллен.

## Підвиди

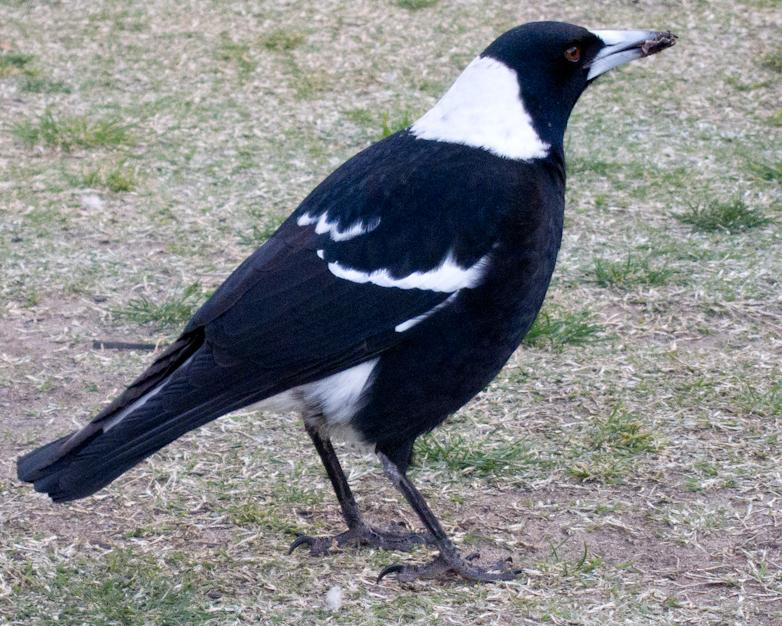
Номінативний підвид — G. tibicen tibicen, Сідней

Протягом більшої частини XX століття науковці поділяли сорочицю велику на три види: сорочиця велика чорно-спинна (G. tibicen), сорочиця велика біло-спинна (G. hypoleuca) та сорочиця велика західна (G. dorsalis). Згодом помічено, що птахи легко гібридизуються там, де перетинаються їхні ареали, таким чином гібридні сіро-спинні та смугасто-спинні сорочиці великі є досить поширеними. Як наслідок цих спостережень Джуліан Форд у 1969 році перекласифікував усіх сорочиць великих, як один вид, більшість сучасних орнітологів поділяють таку точку зору.
У даний час вид сорочиця велика (Gymnorhina tibicen) ділиться на дев'ять підвидів, хоча між таксонами існують великі зони перекриття із проміжними формами. Існує тенденція збільшення розміру птахів із збільшенням географічної широти, південні підвиди більші, ніж ті, що на півночі, за виключенням невеликого розміру тасманійської сорочиці великої (G. tibicen hypoleuca).
Одною з відмінностей між підвидами є пляма у формі «сідла» на спині нижче потилиці. Чорно-спинні підвиди мають чорне сідло та білу потилицю. Біло-спинні підвиди мають повністю білі потилицю та сідло. Самець підвиду західної сорочиці великої (dorsalis) біло-спинний, але самиця має гребінцево-чорну спину.

### Чорно-спинні сорочиці великі
Первісна форма Gymnorhina tibicen, поділена на 4 підвиди:
- Gymnorhina tibicen tibicen — номінативний підвид, великий за розмірами птах, заселяє територію від південного сходу Квінсленда, району затоки Мортон[en], що омиває Брисбен, до містечка Моруя, що у Новому Південному Уельсі, майже на кордоні з Вікторією, включаючи всю територію Великого Сіднея. На заході ареал птаха обмежений Великим Вододільним хребтом, а на сході узбережжям Тихого океану.

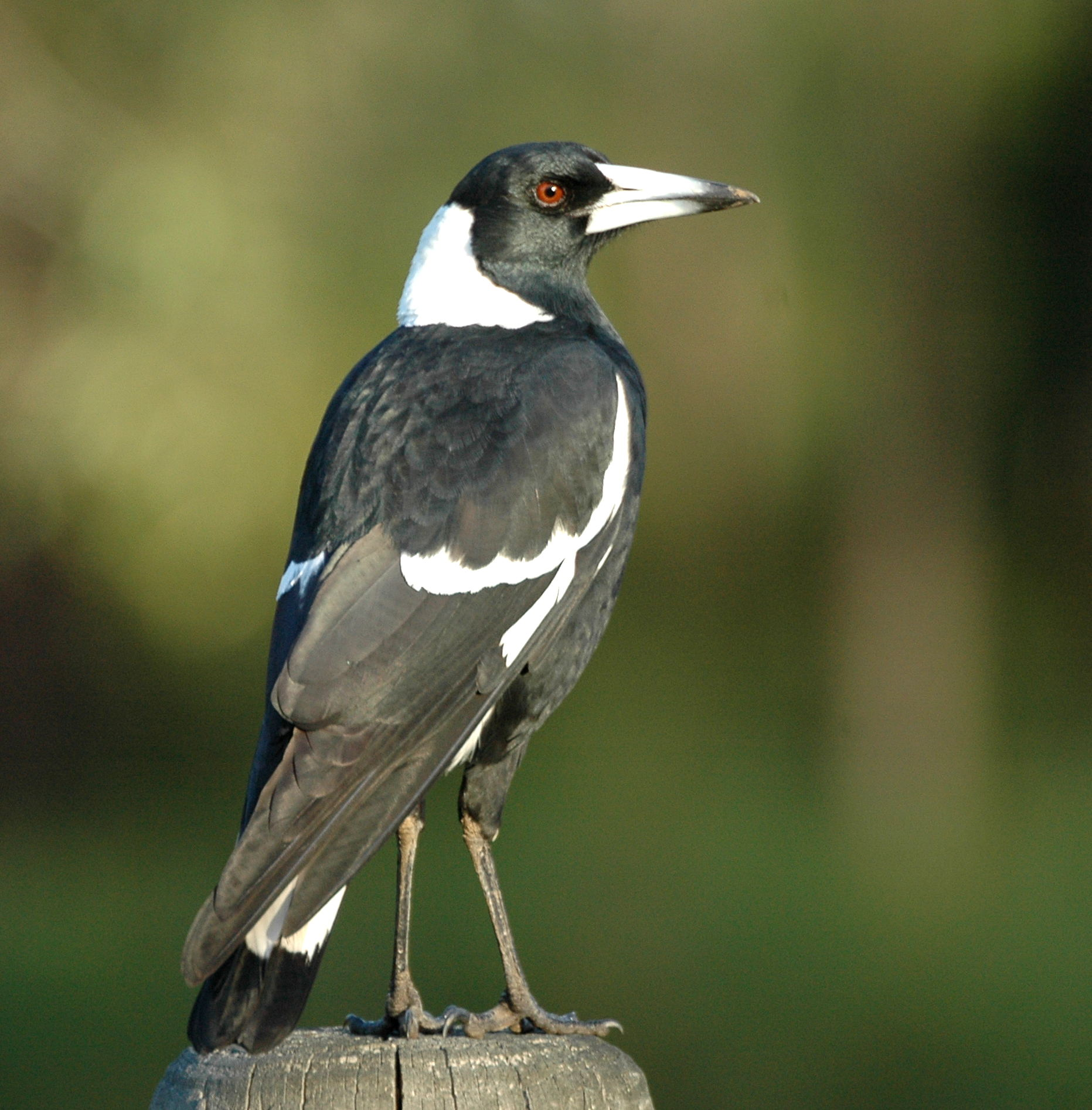
G. tibicen terraereginae, Квінсленд

- Gymnorhina tibicen terraereginae, назва є словосполученням з латини, terra — «земля» та reginae — «королевська», тобто Земля королеви, що у свою чергу відповідає назві штату Квінсленд (Queensland) англійською мовою. Грегорі Метьюз був першим, хто зробив опис цього підвиду у 1912 році. Розмір птаха варіюється від малого до середнього[14], оперення таке ж саме, що і у номінативного підвиду tibicen, за виключенням того, що у самиці коротший чорний кінчик на хвості. Крила та передплесна коротші, але дзьоб пропорційно довший[54]. Заселяє територію Квінсленду, від півострова Кейп-Йорк на півночі, регіону Галф-Кантрі[en] на північному заході та узбережжя Коралового моря на північному сході, далі всю територію Нового Південного Уельсу, крім прибережних територій відокремлених Великим Вододільним хребтом, до північних районів штату Вікторія. На сході ареал проживання птаха досягає північних районів штату Південна Австралія. На півночі Вікторії та південному сході Нового Південного Уельсу спостерігається гібридизація з великим за розміром біло-спинним підвидом tyrannica, птахи проміжного підвиду мають чорні смуги різного розміру на білій спині. Відбувається також трибічна гібридизація в регіоні між містечками Біга[en] та Бейтманз-Бей[en] на південному узбережжі Нового Південного Уельсу[55].
- Gymnorhina tibicen eylandtensis, вживана назва сорока Топ-Енду[en]. Цей підвид першим описав Генрі Вайт[en] у 1922 році. Це невеликий за розмірами птах, із довгим і тонким дзьобом, характерною особливістю є вузька чорна стрічка на кінчику хвоста[56]. У самця велика біла потилиця, а у самиці блідо-сіра[57]. Підвид поширений у Північній Території та на північному сході Західної Австралії. Птахи, що мешкають на Ґрут-Айленді, мають найменший розмір[57]. Цей підвид співіснує з підвидом terraereginae на південно східному узбережжі затоки Карпентарія[57].
- Gymnorhina tibicen longirostris, вживана назва довгодзьоба сорока. Описана і названа Александером Мілліганом[en] у 1903 році. Це середній за розміром підвид з довгим тонким дзьобом. Мілліган припустив, що форма й розмір дзьоба, можливо, адаптовані до місцевих умов існування, а саме до раціону, який складається з небезпечних для життя скорпіонів та павуків. Зустрічається у північній частині штату Західна Австралія, починаючи від затоки Шарк і далі на північ покриваючи регіон Пілбара. Існує широка область гібридизації із західним підвидом dorsalis, у центральній частині Західної Австралії на південь від затоки Шарк до річки Мерчисон на сході ареал обмежує Велика пустеля Вікторія[58].

### Біло-спинні сорочиці великі

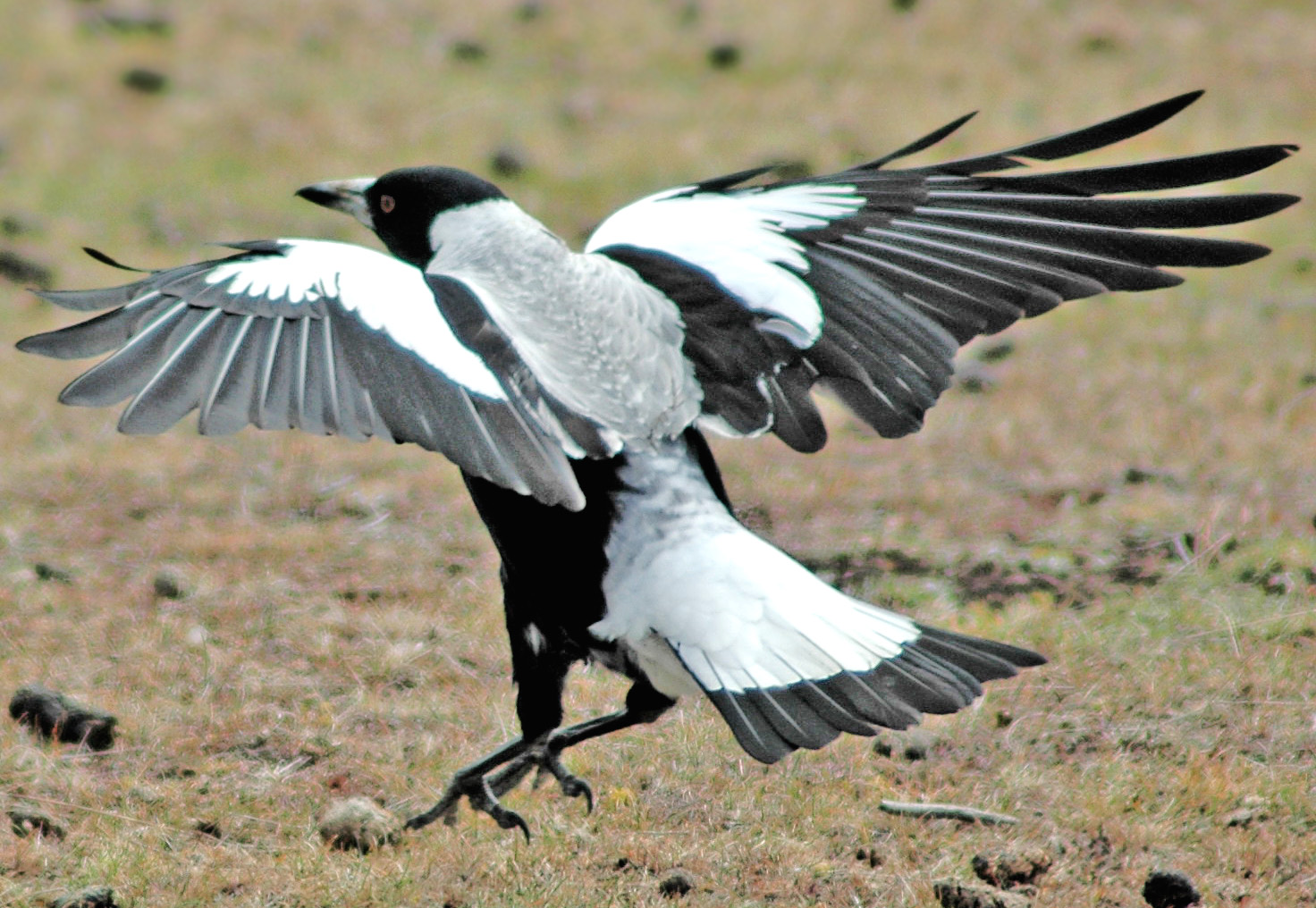
Біло-спинна сорочиця

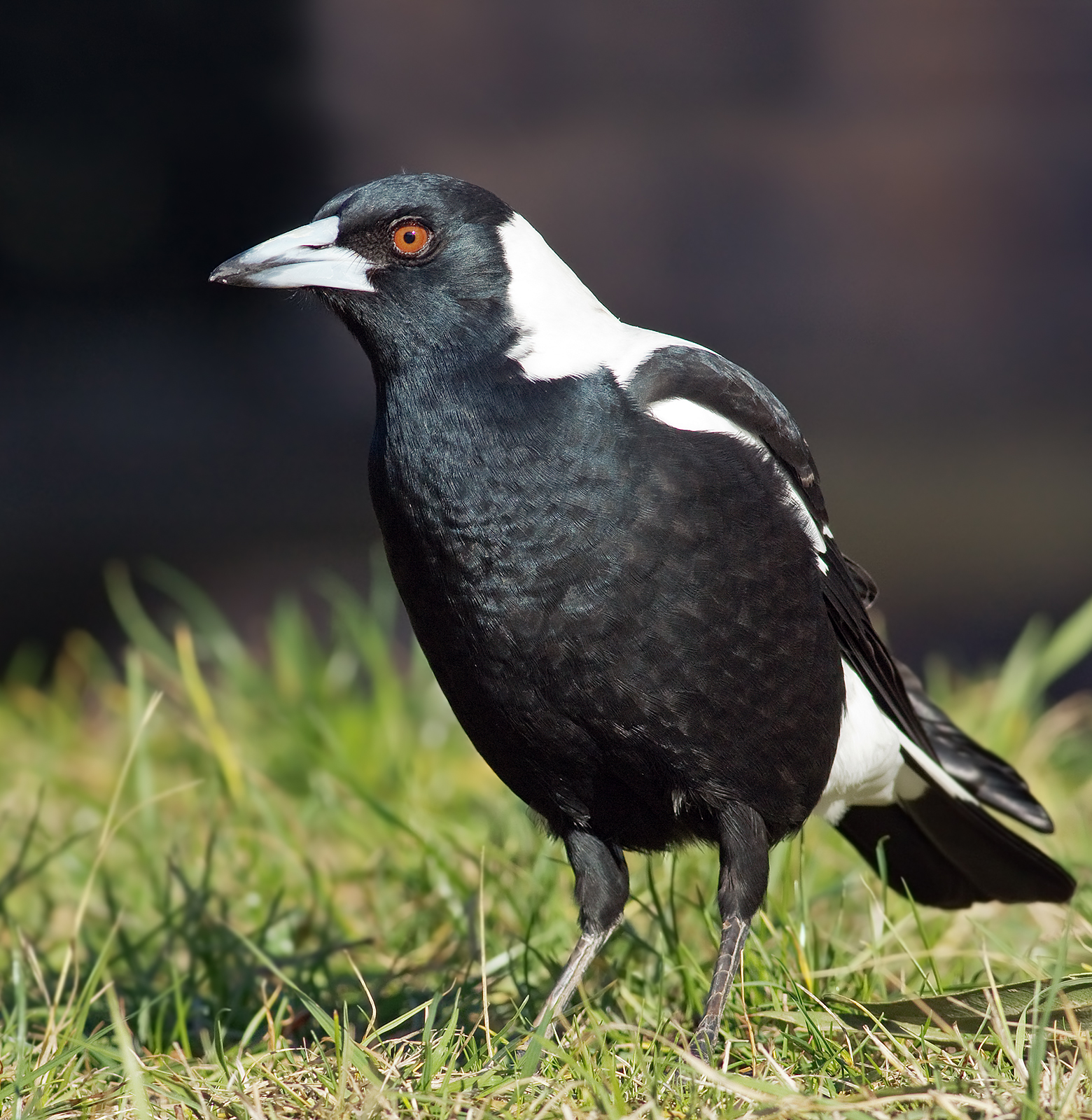
G. tibicen hypoleuca, Тасманія

Спочатку вважалася окремим видом Gymnorhina hypoleuca, вперше описана Джоном Гульдом у 1837 році, поділяться на 3 підвиди:
- Gymnorhina tibicen hypoleuca, зараз назва вживається виключно щодо тасманійської сорочиці великої. Це відносно маленький біло-спинний птах, з коротким невеликим дзьобом і короткими крилами. Мешкає на Тасманії та на прилеглих островах Кінг та Фліндерс.

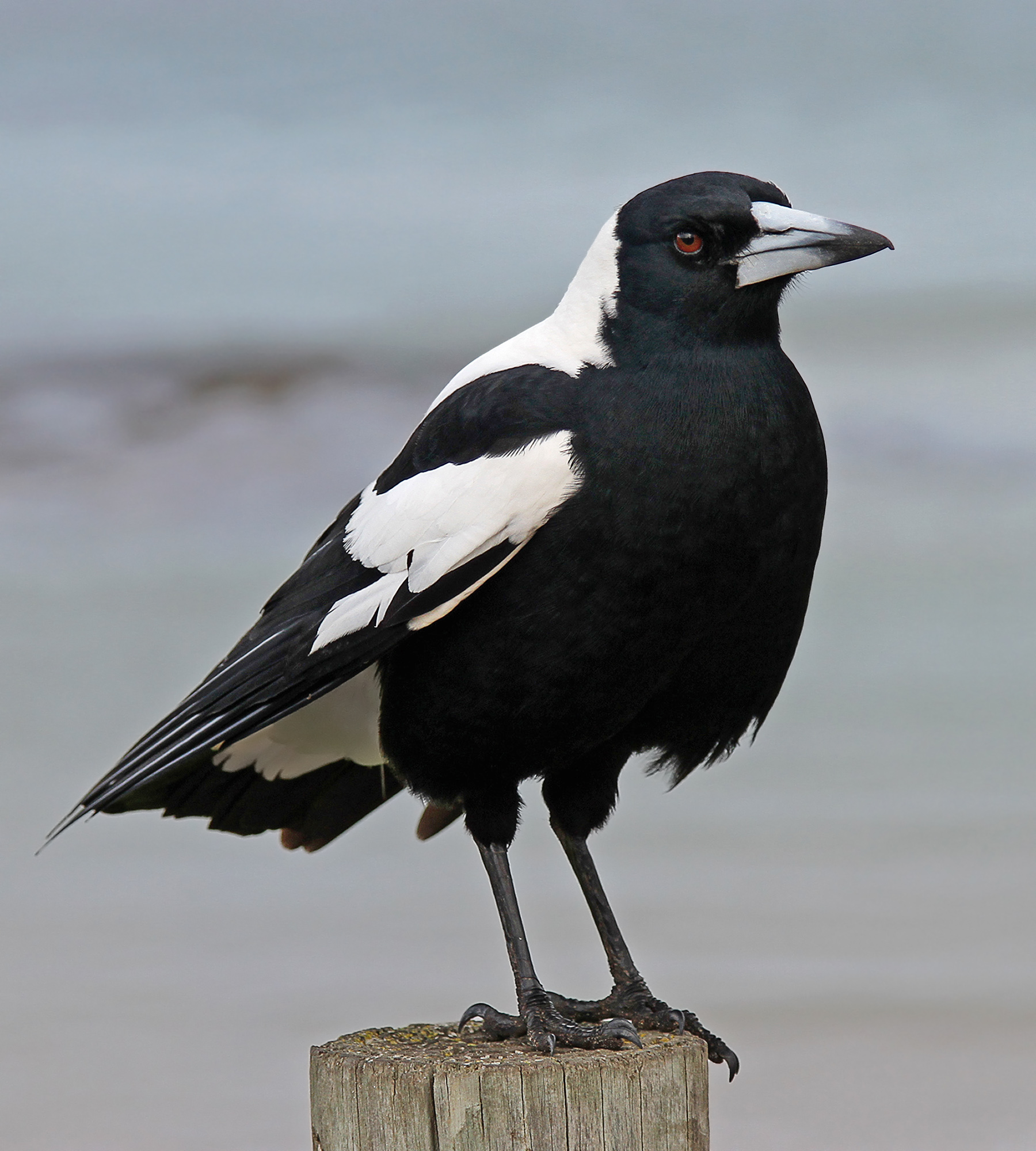
G. tibicen tyrannica, південна Вікторія

- Gymnorhina tibicen tyrannica, підвид детально описали Річард Шодде та Ієн Мейсон[en] у 1999 році[33]. Має порівняно дуже великі розміри, відмінною рисою є широка чорна смуга на хвості[56]. Населяє територію від затоки Туфолд[en] у Новому Південному Уельсі, далі по Вікторії, і до самого південного узбережжя континенту, на півночі межею ареалу слугує Великий Вододільний хребет, на заході Національний парк Куронг[en].
- Gymnorhina tibicen telonocua, назва telonocua є анаграмою leuconota, що є у назві іншого птаха Columba leuconota (білогрудий голуб). Описаний Річардом Шодде та Ієном Мейсоном[en] у 1999 році. Дзьоб відносно короткий у порівнянні з іншими підвидами сорочиці великої. Мешкає на півдні Південної Австралії, на півостровах Ейр та Йорк[en]. Підвид дуже схожий на tyrannica, відрізняється лише тим, що має більш короткі крила, та у цілому легший і менший. Перехідні форми цих підвидів зустрічаються у горах Лофті[en] та на Кенгуру острові[53].

### Західна сорочиця велика

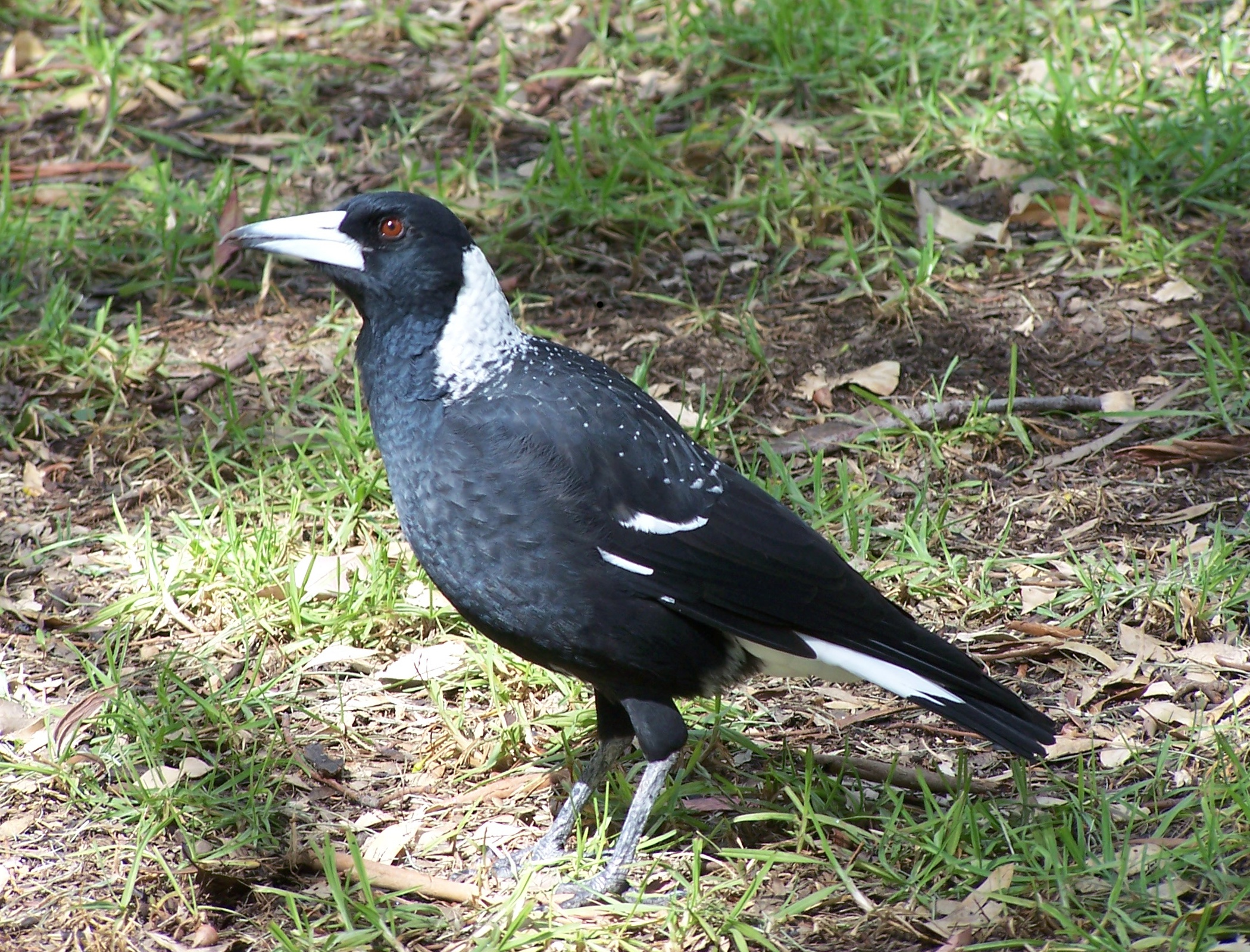
Самиця західної сорочиці великої (G tibicen dorsalis).

Спочатку вважалася окремим видом, вперше описана Арчибальдом Кемпбеллом у 1895 році:
- Gymnorhina tibicen dorsalis, дорослий самець має білу спину, що найбільше нагадує підвид telonocua, хоча він трохи більший та з довшим дзьобом й оперення хвоста має більш вузький чорний кінчик. Самиця вирізняється незвичайним зубчасто-чорним або коричнево-чорним кольором спини, її темне пір'я обрамляється білим. Обидві статі мають чорні стегна[58]. Підвид мешкає у родючому південно-західному куті Західної Австралії[33].

### Новогвінейська сорочиця велика
- Gymnorhina tibicen papuana, маловивчений підвид, що мешкає на крайньому півдні Нової Гвінеї. Генетично підвид тісно пов'язаний із західною лінією сорочиць великих, що включає підвиди: dorsalis, longirostris та eylandtensis. Припускають, що їх спільний предок жив у савані, що була «мостом» між Новою Гвінеєю й Австралією, та відокремився у підвид близько 16500 років тому назад[59]. Дорослий самець має в основному білий колір спини, з вузькою чорною смужкою, проте самиця має чорнувату спину, чорне пір'я обрамляється білим, подібно, як і підвиду dorsalis. Птах має довгий дзьоб, як і у підвиду longirostris[60].

## Розповсюдження та середовище проживання
Сорочиці великі розповсюджені по всій території Австралії, за виключенням крайньої півночі півострову Кейп-Йорк, пустелі Гібсона, Великої Піщаної пустелі та південно-західної Тасманії. Цих птахів також знайдено в регіоні Транз-Флай у південній частині Нової Гвінеї.
Сорочиця велика віддає перевагу життю на відкритих просторах вкритих травою. Також мешкає на сільськогосподарських полях, у парках, садах, на галявинах для гольфу, присадибних ділянках, і навіть на вулицях, де ростуть дерева або є насадження поблизу. Хоча птахи гніздяться та мають укриття на деревах, шукають корм в основному на землі. Були також зафіксовані випадки проживання сорочиць великих у соснових лісах. У дощових і вологих склерофітних лісах птахи займають лише околиці розчищених ділянок. У цілому, дані свідчать, що ареал розселення сорочиці великої збільшився з розчищенням лісів, хоча через посуху 1902 року у Квінсленді й у 1930-ті роки у Тасманії було відзначено зменшення місцевих ареалів. Причини зменшення ареалу в Тасманії до кінця незрозумілі, можливо це сталося через труїння кроликів, вирубки соснових дерев та поширення чайок (Vanellus miles).

### Інтродукція на нові території
Птахи, взяті переважно з Тасманії та Вікторії, були інтродуковані до Нової Зеландії місцевими Товариством акліматизації Отаго та Кентербері у 1860-х роках. Згодом у 1874 році Товариством акліматизації Веллінгтону завезено 260 птахів. Біло-спинні підвиди сорочиць великих поширюється на усьому Північному острові та на сході острова Південний. Чорно-спинні підвиди розповсюджені у регіоні Хокс-Бей. Сорочиці великі були завезені до Нової Зеландії для боротьби з сільськогосподарськими шкідниками і тому були охоронюваним видом до 1951 року. Вважається, що вони негативно впливають на тубільні популяції птахів Нової Зеландії, таких як пое (Prosthemadera novaeseelandiae) та новозеландський голуб (Hemiphaga novaeseelandiae), іноді роблячи набіги на гнізда цих птахів, заради яєць і пташенят, хоча дослідження університету Ваїкато поставили під сумнів ці твердження. Інші вважають, що багато звинувачень на адресу сорочиці великої, як жорстокого хижака є вигаданими. Сорочицю велику також завезено на Соломонові Острови та Шрі-Ланку, хоча там цей вид не зміг утвердитися. Проте цей птах успішно прижився у західній частині острова Тавеуні на Фіджі.

## Спосіб життя та поведінка

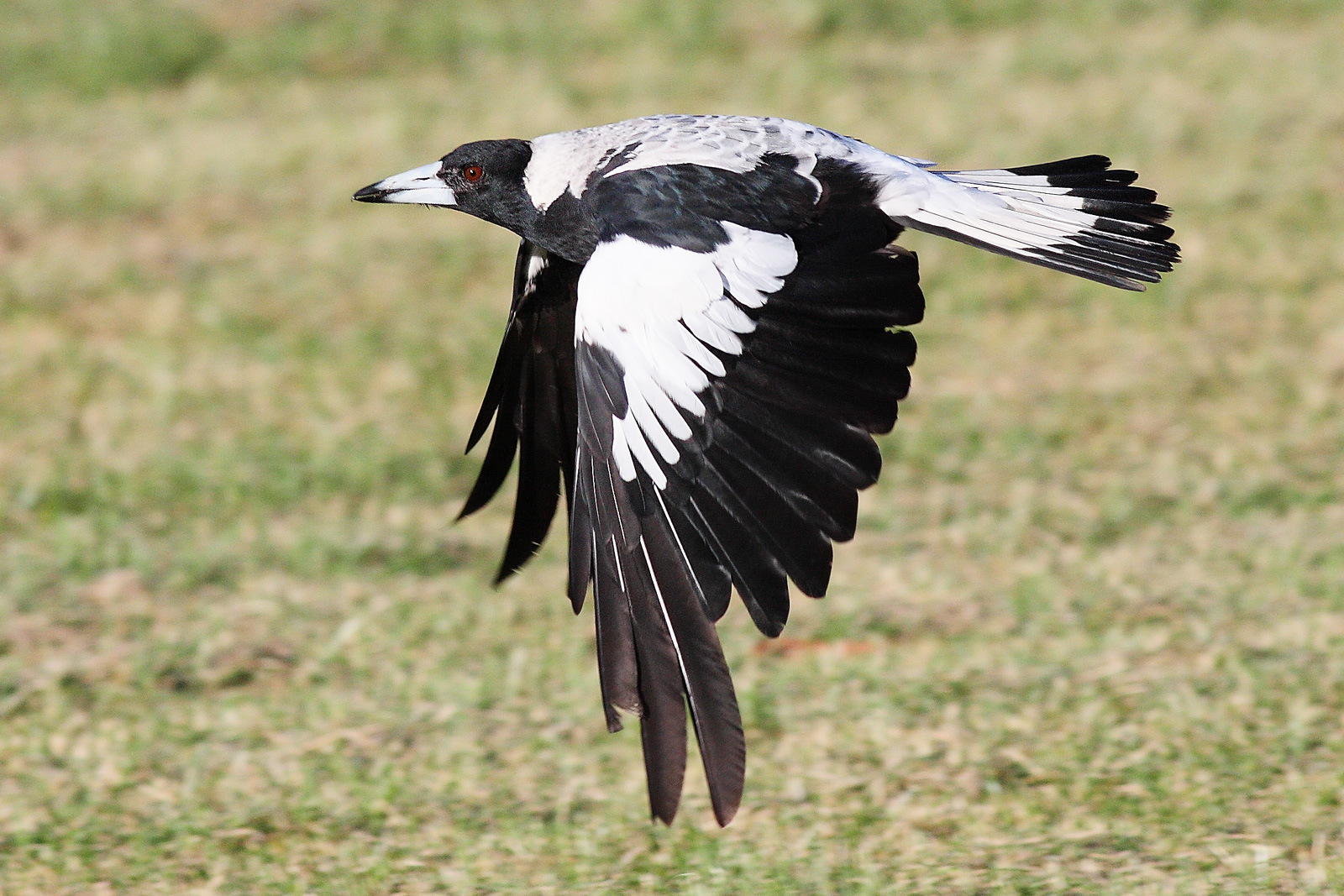
Самиця, підвиду. tyrannica, у польоті

Сорочиці великі ведуть майже виключно денний спосіб життя, хоча можуть співати уночі, подібно до деяких інших представників родини ланграйнових. Вони, як правило, живуть на незмінній території, маючи переважно малорухливе існування у невеликій групі родичів, або гуртуються у більші зграї. Група може займати одну й ту ж саму територію, протягом багатьох років.
Птахи витрачають багато енергії захищаючи свою територію від непроханих гостей, зокрема, від інших сорочиць великих, із різними противниками помічені різні типи поведінки. Так захищаючи свою територію від представників свого виду, група сорочиць виконує спільний спів, так зване «колядування», у якості сигналу для позначення прав на територію. Як запрошення до «переговорів» один або два домінантних самців проходять «парадом» уздовж кордону території, що захищають, розпушуючи пір'я та безперервно колядуючи. У цей час інша частина групи стоїть трохи осторонь напоготові. Якщо під час демонстрації сили, виявляється, що обидві групи, як захисників, так й агресорів мають приблизно рівні кількості бійців, захисники підіймаються у небо й утворюють живий ланцюг на повітряному кордоні своєї території. Домінантні особини, а іноді й уся група, пікірують з висоти на самозванців з голосними криками, змушуючи їх відступити.

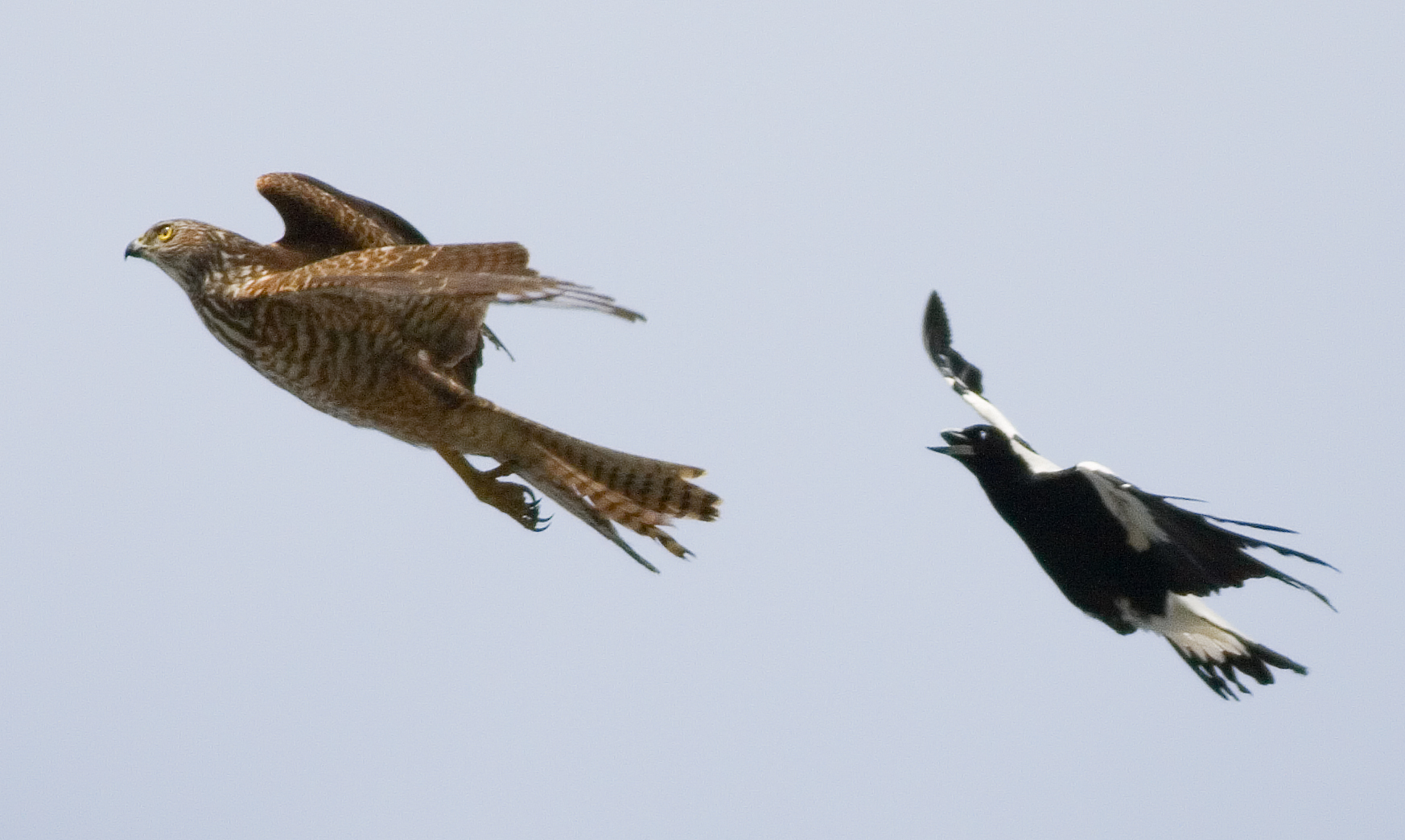
Сорочиця велика відганяє яструба зі своєї території

При появі хижого птаха подається сигнал «збору» (загальної мобілізації), дозорними птахами з подальшим координованим залякуванням порушника володінь. Сорочиці великі використовують тактику оточення хижака, якщо він нападає на одну сорочицю, інші атакують його самого з заду, метою такої тактики є витіснення хижака за межі території групи.

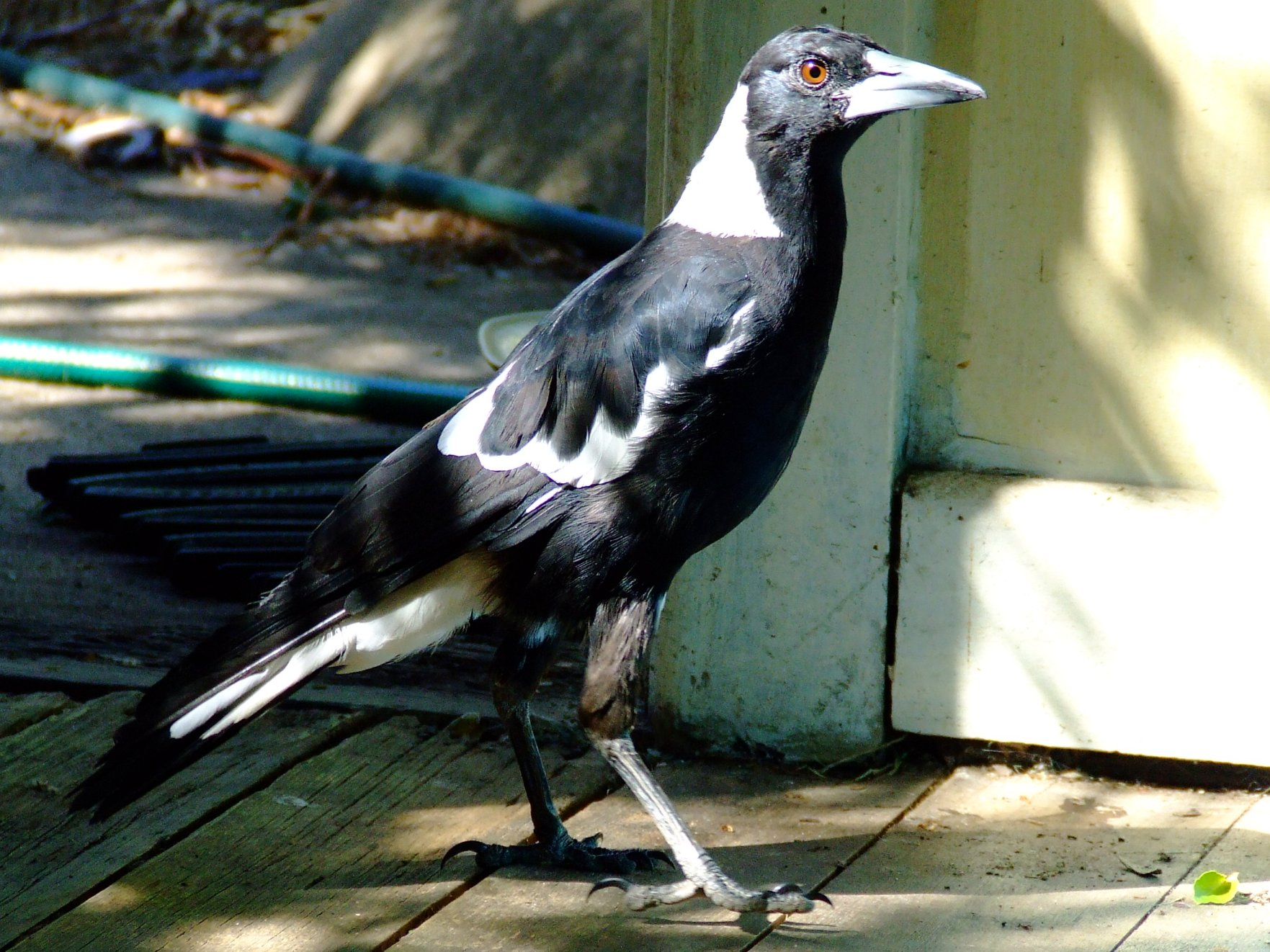
Сорочиця велика крокує

На землі, сорочиця велика рухається крокуючи, що є унікальною рисою цього виду серед усіх представників родини ланграйнові. Так птахи родів ланграйн, Melloria, Cracticus та Strepera стрибають, тримаючи ноги паралельно одна одній. Сорочиця велика має відносно короткі стегна та довгі гомілки, що і зумовлює такий спосіб пересування. Іноді птах може переходити на біг на короткі відстані під час полювання на здобич.

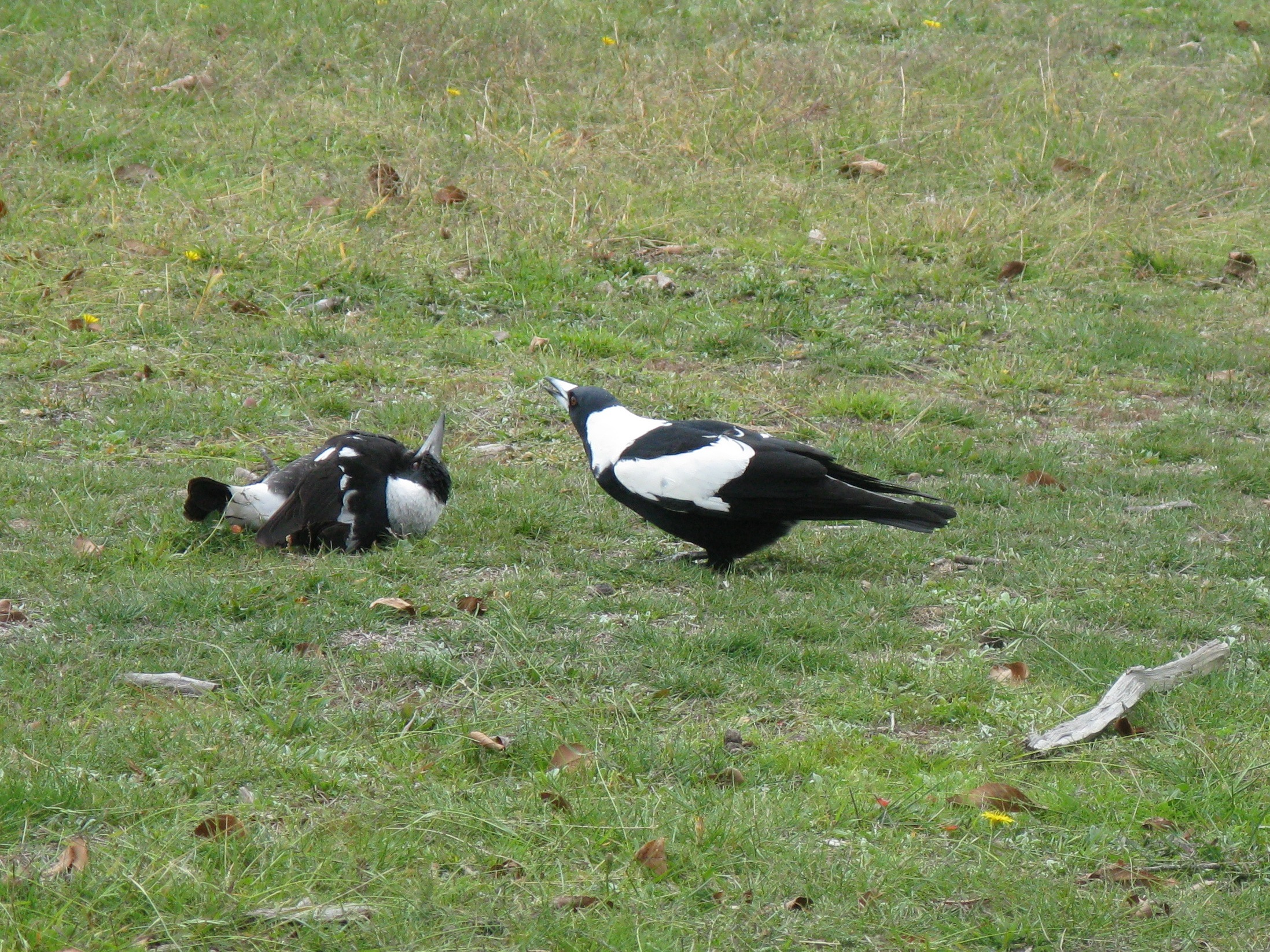
Молода сорочиця демонструє свою покірність

У соціальній поведінці сорочиць великих помічені різні типи демонстрації свого настрою та статусу, причому агресивні прояви перевершують конструктивні. Розпушення пір'я може бути попередженням про намір атакувати. Молоді птахи часто демонструють різноманітні форми ігрової поведінки, або у компанії однолітків або у групі серед старших птахів. Ці ігри можуть включати у себе підіймання із землі, маніпулювання, смикання та передавання іншим птахам різних об'єктів, таких як, наприклад: паличок, камінців або шматочків дроту. Птах може підібрати із землі перо або листок і почати літати з ним, інші птахи переслідують його, намагаючись зупинити, хапаючи за пір'я хвоста. На землі птахи можуть настрибувати один на одного і навіть влаштовувати тренувальні бої між собою. В ігри молодняку можуть навіть залучатися птахи інших видів, такі як блакитно-лиций медолюб синьощокий (Entomyzon cyanotis) та щеврик новозеландський (Anthus novaeseelandiae).
Плазування із «благаючим кликанням». є загальною ознакою покірності. Особливо серед молодняку, демонстрацією свого підпорядкування старшим, є перевертання на спину і виставляння напоказ своєї нижньої частини тіла. Також, ознакою підкоряння є розмахування крилами.

## Природні вороги та небезпеки
Головними природними ворогами — хижаками, що полюють на сорочиць є різні види варанів і сови-голконоги плямисті (Ninox connivens). Зафіксовані випадки, коли крук австралійський атакував залишених без нагляду пташенят сорочиці великої.
Птахи часто гинуть на дорогах або на лініях електропередач, через ураження електричним струмом, а також після поїдання потруєних людьми хатніх горобців, мишей, щурів та кроликів.

## Розмноження

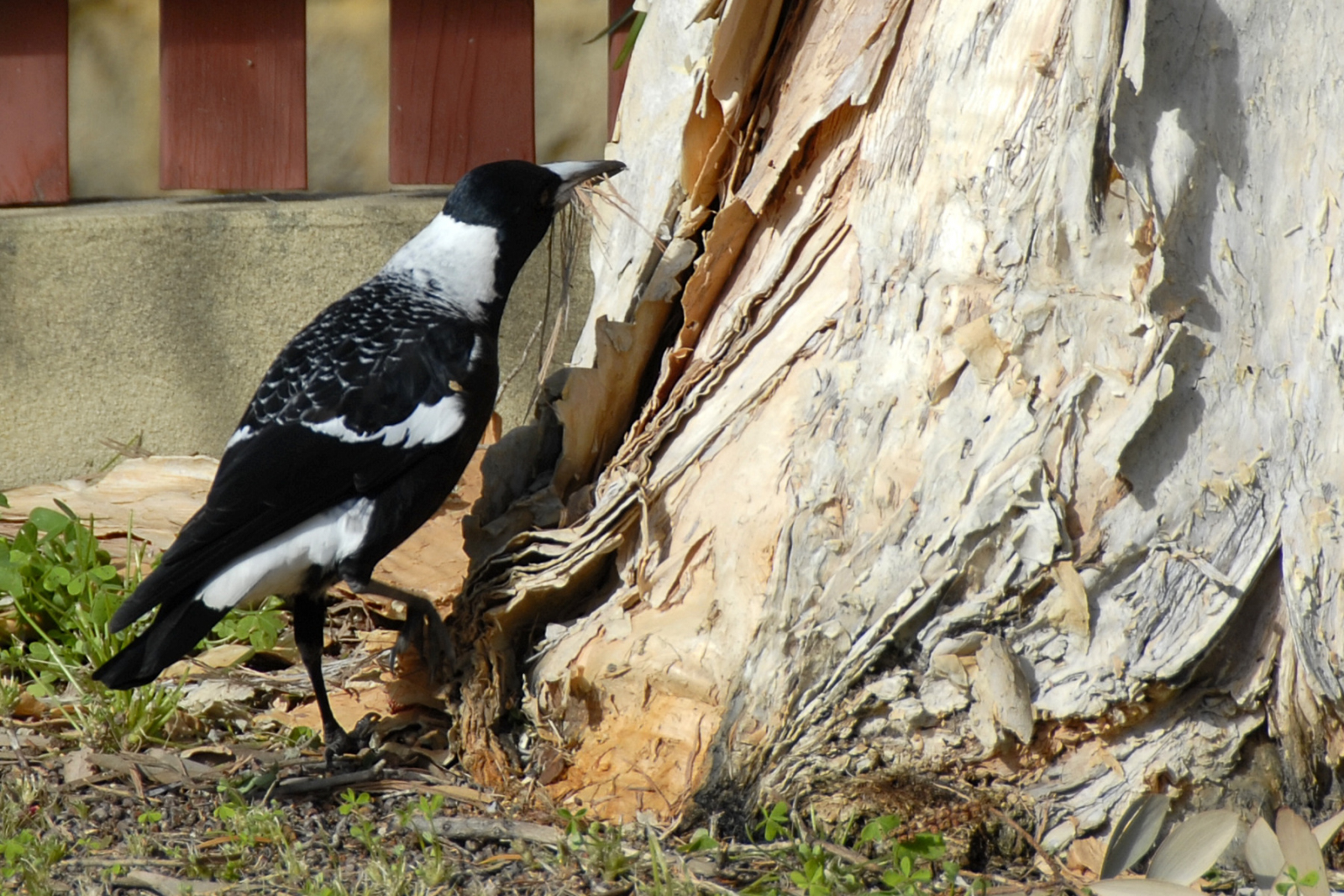
Самиця сорочиці збирає кору для будівництва гнізда

Сорочиці великі мають тривалий сезон розмноження, час якого різниться в залежності від регіону, в північних районах Австралії птахи розмножуватися у період з червня по вересень, але у більш холодних регіонах розмноження не починається раніше серпня або вересня, а в деяких гірських районах починається, ще пізніше та триває аж до січня, середини літа у Південній півкулі.
Гніздо являє собою чашоподібну конструкцію із паличок зв'язаних між собою травою та корою. Сорочиці, які живуть поблизу з людиною для будівництва гнізд можуть також використовувати й знайдені ними синтетичні матеріали. Гнізда будуються виключно самицями та звичайно розміщаються високо на деревах у місцях розгалуження гілок, часто добре проглядаються. Евкаліпти є деревами, що найчастіше використовуються для будівництва, сорочиці також роблять гнізда на деяких інших місцевих деревах та інтродукованих до Австралії з Європи: сосні, глоді та в'язі. Цікаво, що інші види птахів, такі як шиподзьоб жовтогузий (Acanthiza chrysorrhoa), віялохвістка чорноряба (Rhipidura leucophrys) і меншою мірою білолобик бурий (Aphelocephala leucophrys), гніздяться на тих самих деревах, разом із сорочицями великими. Перші два види можуть навіть розміщати своє гніздо прямо під гніздом сорочиці. Діамантниця велика (Pardalotus striatus) відома тим, що робить дупло для виведення потомства в основі самого гнізда сорочиці великої. Сорочиця ставиться толерантно до таких дій інших птахів.

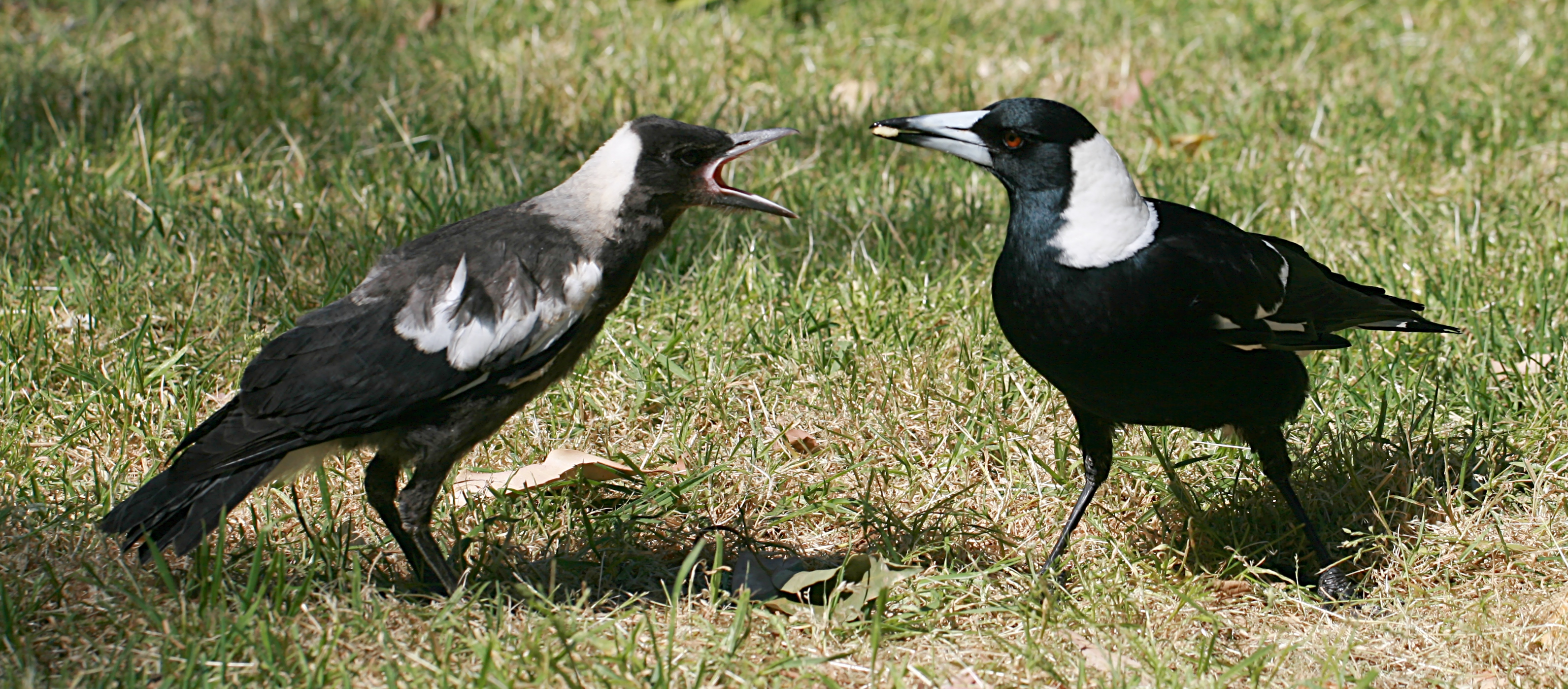
Незрілий птах благає їжу у свого батька

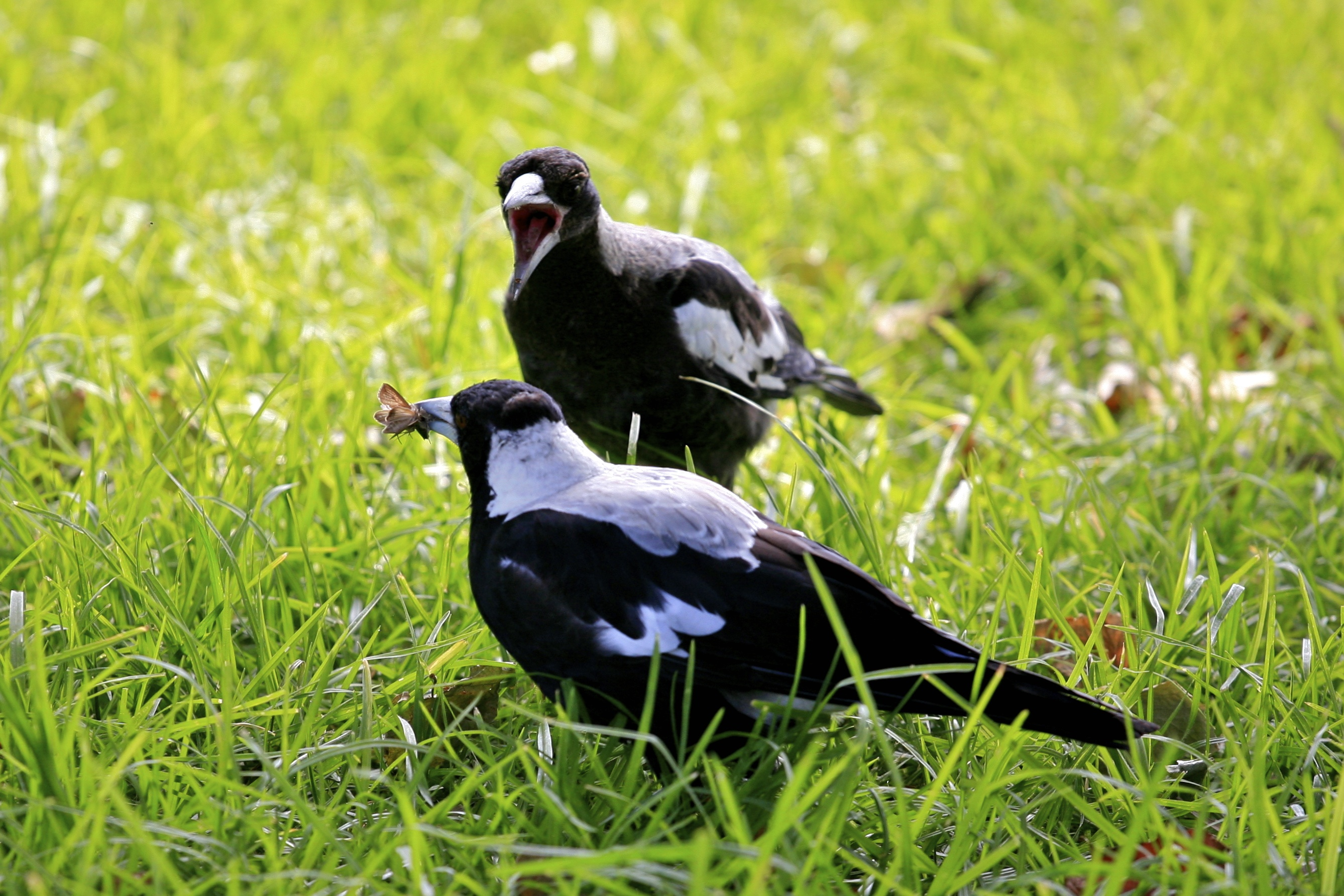
Процес годування

Сорочиця велика відкладає від двох до п'яти світло-блакитних або зеленуватих яєць овальної форми розміром близько 30 на 40 міліметрів. Сорочиці, як і всі горобцеподібні, є нагніздними птахами, іншими словами їх пташенята народжуються беззахисними. Новонароджені — рожеві, голі й сліпі, з великими ногами, коротким широким дзьобом і яскраво-червоним горлом. Їх очі повністю відкриваються приблизно на 10 день. Голова, спина та крила пташенят вкривається пушком протягом першого тижня життя, а все тіло на другому тижні. Чорно-біле забарвлення помітне вже на ранній стадії розвитку. Пташенят у гнізді годує лише самиця, але її саму в цей час годує самець. Відомо, що сорочиці великі практикують спільний догляд за потомством, інші члени групи допомагають годувати та оберігати молодняк. Проте така поведінка варіюється в залежності від регіону та розміром групи, цікаво що вона трапляється частіше у великих групах ніж у малих.
Зозуля-велет (Scythrops novaehollandiae) є знаним гніздовим паразитом на сході Австралії. Сорочиці висиджують яйце зозулі й піклуються про її пташеня, у кінцевому підсумку воно витісняє із гнізда рідних пташенят сорочиць великих.
Молоді сороки починають намагатися ставати самостійними на третій тиждень після залишення гнізда, а більшості випадків через шість місяців можуть прогодувати себе самі. Проте деякі продовжують випрошувати їжу у батьків до віку восьми-дев'яти місяців, але їх благання, як правило, ігноруються. Молодняк досягає розміру дорослого особини на перший рік життя. Вік, в якому молоді птахи розлучаються з батьками варіюються в залежності від регіону проживання та агресивності домінантних дорослих особин. Молоді самці, як правило, втрачають батьківську опіку в молодшому віці. Більшість відокремлюється від батьків у віці одного року, але цей вік може коливатися від восьми місяців до чотирьох років.

## Живлення

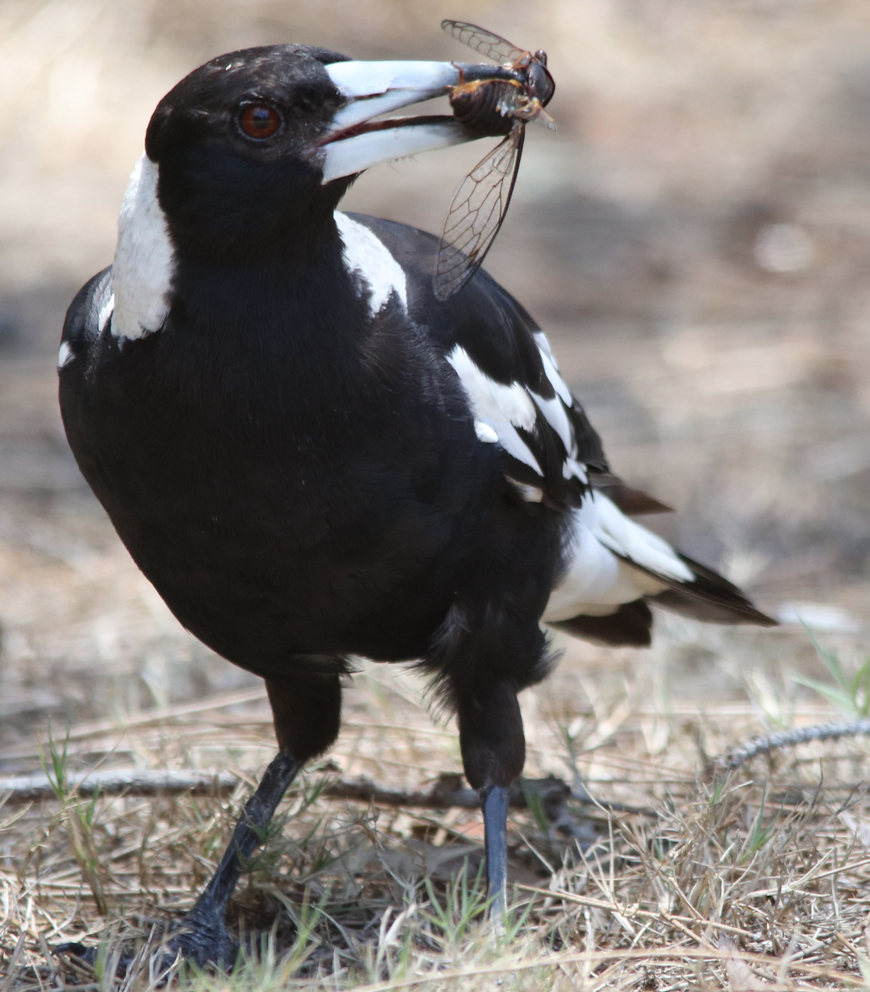
Сорочиця з цикадою в дзьобі.

Сорочиці великі всеїдні, звичайно знаходять їжу на рівні землі, крокуючи і методично обстежуючи відкриті простори. Птах використовує свій дзьоб, як зонд занурюючи його у землю або перекидає дзьобом різноманітне сміття у пошуках їжі.
Раціоном головним чином складають безхребетні, такі як дощові черви, багатоніжки, равлики, павуки і скорпіони, а також велика різноманітність комах: таргани, мурахи, жуки, цикади, міль, гусениці та личинки. Дослідження виявили, що сорочиці можуть знайти личинки жука скарабея, завдяки звукам або вібрації. Великі дорослі коники, можуть бути спіймані у польоті. Сорочиця, як правило, ковтає комах цілком, проте коли здобиччю стають бджоли або оси, перш ніж проковтнути, птах відриває їм жала.
До раціону також належать: сцинки, жаби, миші та інші дрібні тварини. Вони навіть навчилися безпечно споживати отруйні аги, перевертаючи їх на спину. А також рослинна їжа: зерна, бульби, інжир і волоські горіхи.

## Напади на людей
Відсотки нападів сорочиць на різні категорії людей.
Сорочиці повсюдно живуть у населених районах по всій Австралії і звикли до людей. Невеликий відсоток птахів стають дуже агресивними у період розмноження, з кінця серпня до середини жовтня, та іноді нападають на перехожих з повітря. Напади починаються у період висиджування яєць та збільшуються в інтенсивності та агресивності у період підростання пташенят, і йдуть на спад, коли пташенята залишають гніздо. Атаки сорочиць відбуваються у більшості регіонів Австралії, проте на Тасманії місцевий підвид сорочиць атакує людей набагато рідше, ніж сорочиці на материковій частині Австралії.
Майже всі атаки (близько 99 %) здійснюють самці. Атаки, як правило, спрямовані на велосипедистів, які проїжджають на відстані менше ніж 100 метрів від гнізда сорочиць, а також на перехожих, що наблизилися до гнізда на відстань до 50 метрів. Цікаво, що спостерігається деяка спеціалізація у виборі цілей атаки, одні особини атакують більше велосипедистів інші пішоходів. Найчастішими об'єктами для атак стають велосипедисти, люди невеликого зросту, особливо діти, одинокі перехожі, бігуни. Трапляються анекдотичні випадки, коли сорочиці нападають на людей, які намагаються врятувати пташеня, яке випало із гнізда, птахи розцінюють цю допомогу як хижацтво, і стають, ще більш агресивним по відношенню до людей.
Напади сорочиць складаються із ескалації серій послідовних дій, з кінцевою метою — відігнати «зловмисника». Спочатку йде відлякування голосом та ширяння на відстані, птах не відлітає від гнізда більше ніж на декілька метрів. Далі інтенсивність залякування збільшується, у хід ідуть нальоти на об'єкт нападу ззаду або збоку, і погрози клюнути. Якщо цього, на думку сорочиці, виявляєтеся недостатньо, вона може дзьобнути жертву в обличчя, шию, вуха або очі. Сорочиці рідко атакують людей спереду та на землі.
Коли сорочиця несподівано налітає на велосипедиста, він може втрати контроль над керуванням велосипедом і зазнати травм різного ступеня важкості, були навіть випадки зі смертельними наслідками.